# Uğur Dündar (Journalist)

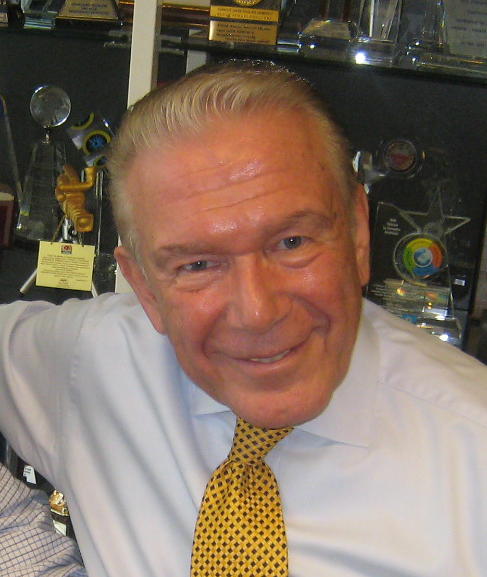
Uğur Dündar, 2010

Uğur Dündar (* 1. Januar 1943 in Silivri, Istanbul) ist ein türkischer Journalist. Er gilt als erster investigativer Fernsehjournalist der Türkei.

## Leben
Dündar besuchte das Vefa-Gymnasium in Eminönü. Danach studierte er Journalismus an der Fakultät für Wirtschaftswissenschaften der Universität Istanbul. 1970 bestand er die Aufnahmeprüfung als Fernsehmoderator beim staatlichen Sender TRT. Im selben Jahr nahm er am Kurs für Produktion und Leitung im Fernsehen der BBC teil. Bis 1990 war er bei TRT als Produzent, Regisseur und Moderator tätig.
1992 wechselte Dündar zu Show TV, wo er mit seiner Diskussions- und Politiksendung Arena begann. Diese Sendung setzte er bei Kanal D (1995–2008) und Star TV (2008–2011) fort. Dort wurde er, wie die Tageszeitung Cumhuriyet berichtete, auf Druck des damaligen Ministerpräsidenten Recep Tayyip Erdoğan entlassen. Seit 2013 läuft die Sendung bei Halk TV und heißt nun Halk Arenası „Volksarena“, den Namens des Senders (auf Deutsch: „Volks-TV“) aufgreifend.
Neben seiner Arbeit für das Fernsehen arbeitete Dündar von 1986 bis 2000 als Kolumnist für die Tageszeitung Hürriyet. Danach schrieb er für Sabah, Star und Milliyet. Seit 2012 schreibt er für Sözcü. Im April 2014 wurde er für eine Kolumne wegen Beleidigung des damaligen Verkehrsministers Binali Yıldırım zu einer Haftstrafe von 11 Monaten und 20 Tagen verurteilt. Die Strafe wurde auf Bewährung ausgesetzt.
Dündar ist verheiratet und Vater von drei Kindern.

## Werke
- Haramzade (1995, mit Haluk Şahin)
- Haramzadenin Dönüşü (2006, mit Haluk Şahin)
- İyi Uykular Sayın Seyirciler (2012)
- Yalandan Kim Ölmüş, (2013, mit Orhan Baykal)
- Pazarlık Yok (2015)
- Vah Ülkem Vah (2016)
- Ya Atatürk Olmasaydı (2017)

Außerdem veröffentlichte er 2010 zusammen mit dem Journalisten Nedim Şener seine Autobiographie unter dem Titel İşte Hayatım (etwa: Das ist mein Leben).

## Auszeichnungen (Auswahl)
- 1987: Sedat-Simavi-Preis für Journalismus
- 1994: Finalist Award New York Film Festival für seine Reportage über die türkische Organ-Mafia